# 宮崎国際音楽祭
宮崎国際音楽祭（みやざきこくさいおんがくさい）は、宮崎市にある宮崎県立芸術劇場で毎年春に開催される音楽祭。国内外からクラシックの巨匠が集うといわれる。
1996年3月、「宮崎国際室内楽音楽祭」として、総監督青木賢児（宮崎県立芸術劇場館長）、総合プロデューサー徳永二男の下に第1回が開催された。第6回（2001年）まで毎回アイザック・スターンを中心に企画、実施されていた。第7回（2002年）から名称を「宮崎国際音楽祭」に変え、第9回（2004年）から第15回（2010年）まではアーティスティック・ディレクターとしてシャルル・デュトワを迎えた。第16回（2011年）からは徳永氏が音楽監督を務めている。
また、2006年からはデュトワの発案により、関連イベントとしてみやざき国際ストリート音楽祭が併せて開催されるようになった。2006年5月に第11回が開催。2020年は中止。2021年は夏開催。